# 雙戀 Alternative
《雙戀 Alternative》（日语：フタコイ オルタナティブ）是由雙葉雛與佐佐木睦美擔任原作，2005年4月至6月期間在日本播放的動畫作品。作品先後製成電視遊戲、小說及漫畫。

## 作品概要
作品的中文名字容易讓人理解為《雙戀》的第二季作品，但實際上是另一部重新設定的作品。故事以白鐘姊妹作女主角，而在前作中出場的其他雙胞胎全部作為配角。作品獲得第9回日本新媒體動漫藝術節審査委員會推薦作品。作品中除第一話外，未有出現片頭中女角手持武器的場面。而本作的DVD版與電視播放時的順序有少許不同。

## 故事簡介
「二子魂川」小鎮的居民大多是雙胞胎。在二子魂川經營偵探事務所的雙葉戀太郎，與兩個性格截然不同的雙胞胎助手白鐘沙羅和白鐘雙樹，展開令人羨慕的三人戀愛生活。

## 登場角色

### 主要角色
雙葉戀太郎（聲：關智一）
主角。現年21歲的私家偵探。自父親死後，獨自經營着雙葉偵探事務所，性格平和，樂於助人，被人稱呼為「二代目」。目前與白鐘姊妹處於同居狀態，但對她們的認識不深。對父親感到失望，立志要成為超越他的男人。
白鐘沙羅（聲：水橋香織）
年齡：15歲、生日：11月23日、血型：AB型
性格開朗活潑，運動神經很好，可是做事不顧後果，任何事也希望自己獨自解決。雖然身為妹妹，但由於雙樹身體較虛弱，因此決定要保護雙樹。自兩年前來到雙葉偵探事務所後，一直擔任戀太郎的助手，並與戀太郎半處於同居狀態。喜歡戀太郎。有着綠色的眼睛及一頭小麥色長髮。
白鐘雙樹（聲：門脇舞）
年齡：15歲、生日：11月23日、血型：AB型
女主角之一，體質虛弱，擅長家務料理。自兩年前來到雙葉偵探事務所後，一直擔任戀太郎的助手，並與戀太郎半處於同居狀態。喜歡戀太郎。有着綠色的眼睛及一頭繫成雙馬尾的小麥色長髮。

### 其他雙胞胎
櫻月綺羅、由羅（聲：伊月唯、綱掛裕美）
年齡：16歲、血型：A型
動畫第四話登場，暴力組織「櫻月組」的千金小姐，欠缺一般生活常識。兩人均有紫色眼睛，將黑長髮繫成雙馬尾，綺羅使用粉紅色緞帶，由羅使用紫色緞帶。另外，由於兩人懂得使用槍械，炸藥等武器。兩人為了讓父親變回以前的性格，化身為COSLOLI假面，處處阻撓父親手下的收地行為。
一條薰子、堇子（聲：堀江由衣、小清水亞美）
年齡：16歲、血型：B型
動畫第六話登場，戀太郎母親故鄉雙子塚村的神社巫女，是戀太郎的青梅竹馬，在十年前戀太郎母親的葬禮與戀太郎定下婚約。薰子的髮型是馬尾長髮，堇子則是短髮。
雛菊露露、拉拉（聲：長谷川靜香、落合祐里香）
除名字外一切都不詳，在第一話戰鬥後來到二子魂川的神秘雙胞胎。
千草初、戀（聲：吉住梢、桑谷夏子）
年齡：16歲、血型：A型
動畫第五話登場，拜託雙葉偵探事務所尋找失蹤的狗隻。
桃衣愛、舞（聲：高橋智秋、三五美奈子）
年齡：26歲、血型：B型
動畫第三話登場，二子魂川的高校教師，是戀太郎的初戀對象。舞曾拜託戀太郎調查愛的行蹤。

### 其他角色
雙葉愛之助（聲：大川透）
戀太郎的父親，雙葉偵探事務所的創辦人。已經離世，必殺技是「偵探Kick」。
雙葉由美
戀太郎的母親，舊姓山田，已經離世。
三木公彥（聲：野島裕史）
白鐘姊妹的監護人，按照父親的遺言，強行與沙羅舉行婚禮。
霜島涼（聲：伊藤榮次）
三木公彥的秘書。
櫻月善治（聲：廣瀨正志）
「櫻月組」組長，72歳。自和銀行接觸之後，失去了仁義精神，以暴力的方式進行收地。

## 電視動畫

### 製作人員
- 原作：、佐佐木睦美
- 總監督：逢瀨祭
- 總導演：平尾隆之
- 系列構成：金月龍之介
- 人物設定、總作畫監督：小林利充
- 編排總作畫監督：
- 美術監督：根本邦明
- 色彩設計：千葉繪美
- 撮影監督：柳澤宏明
- 編集：今井剛
- 音樂監督：明田川仁
- 音樂：村山達哉、鈴木俊介、磯江俊道
- 製作監製：近藤光
- 監製：高野希義、宿利剛、渡邊和哉
- 動畫製作：ufotable、flag、feel.
- 製作：雙戀製作委員會（MediaWorks、King Records、Lantis、讀賣廣告社）

### 主題曲
- 片頭曲「 New World 」

作詞：H.U.B.、作曲：高橋諭一、編曲：磯江俊道、歌：ベ・ユミ
- 片尾曲(第1至7話)

作詞：逢瀬祭、ufotable、eufonius、作曲：菊地創、編曲：菊地創、歌：eufonius
- 片尾曲(第8-9話及第11-12話)

作詞：逢瀬祭、ufotable、eufonius、作曲：菊地創、編曲：菊地創、歌：eufonius
- 片尾曲(第10話)

作詞：逢瀬祭、ufotable、eufonius、作曲：菊地創、編曲：菊地創、歌：eufonius
- 片尾曲(第13話)

作詞：逢瀬祭、ufotable、eufonius、作曲：菊地創、編曲：菊地創、歌：eufonius

### 各話標題
| 話數    | 日文標題                           | 中文標題                 | 劇本                | 分鏡              | 演出              | 作畫監督              | 備註     |
| ------- | ---------------------------------- | ------------------------ | ------------------- | ----------------- | ----------------- | --------------------- | -------- |
| FILM-01 | コロッケとヘリと地下ボクシングと私 | 火箭 直升機 地下拳擊與我 | 金月龍之介          | 平尾隆之          | 平尾隆之          | 嘉手苅睦              |          |
| FILM-02 | ノーネーム・デイ                   | 無名電話                 | 金月龍之介          | 阿部雅司          | 阿部雅司 鎌仲史陽 | 大田和寛 下川壽士     |          |
| FILM-03 | エメラルドマウンテン・ハイ         | Emerald mountain         | 金月龍之介          | 平尾隆之          | 平尾隆之          | 山本佐和子            | DVD第5話 |
| FILM-04 | ニコパク・ラプソディ               | 高級翡翠山               | 金月龍之介 寺東克己 | 寺東克己          | 小林智樹          | 南伸一郎              | DVD第3話 |
| FILM-05 | 7DAYZ(…and Happy Dayz)             | 七天                     | 逢瀨祭 金月龍之介   | 寺東克己          | 嘉手苅睦          | 斎藤雅和              | DVD第4話 |
| FILM-06 | どうして好きなのに別れちゃったの?  | 明明喜歡卻為何要分離     | 佐藤和治 金月龍之介 | 寺東克己          | 水本葉月          | 立石聖                |          |
| FILM-07 | 双葉恋太郎最初の事件               | 雙葉戀太郎 最初的事件    | 金月龍之介          | 平尾隆之          | 平尾隆之          | 高橋タクロヲ          |          |
| FILM-08 | サはさよならのサ                   | 再是再見的再             | 金月龍之介          | 望月三郎 逢瀬祭   | 夕澄慶英          | 堀越久美子            |          |
| FILM-09 | フタコイ                           | 雙戀                     | 金月龍之介          | 後信治            | 後信治            | 湯本佳典              |          |
| FILM-10 | クマのように舞い イカのように刺す  | 如笨熊起舞 似烏賊猛刺    | 金月龍之介          | 寺東克己          | 鎌仲史陽          | 山本佐和子            |          |
| FILM-11 | 燃える二子魂川                     | 燃燒吧 二子魂川          | 金月龍之介          | 逢瀬祭            | 沼田誠也          | 沼田誠也 あおいみづき |          |
| FILM-12 | 光ある場所へ                       | 去往光明之地             | 金月龍之介          | 野中卓也 大隈孝晴 | 大隈孝晴          | 斎藤雅和              |          |
| FILM-13 | 3人でいたい                        | 想三人在一起             | 金月龍之介          | 寺東克己 平尾隆之 | 平尾隆之          | 小林利充              |          |

### 播放電視台
以下劇集按照首播順序排列（不包括首播後的任何重播）
 日本深夜動畫：下文記載的日本国内播放時間使用日本標準時間（UTC+9）表示。因為部分時間标识會採用30小时制，因此請留意这类超过24:00的时间，其實際播放時間為翌日清晨。
| 播放地區 | 播放電視台   | 播放日期                | 播放時間                   |
| -------- | ------------ | ----------------------- | -------------------------- |
| 愛知縣   | 愛知電視台   | 2005年4月6日 – 06月29日 | 星期三26時28分 - 26時58分  |
| 大阪府   | 大阪電視台   | 2005年4月6日 – 06月29日 | 星期三27時10分 - 27時40分  |
| 神奈川縣 | 神奈川電視台 | 2005年4月7日 – 06月30日 | 星期四25時15分 - 25時45分  |
| 埼玉縣   | 埼玉電視台   | 2005年4月7日 – 06月30日 | 星期三25時30分 - 26時00分  |
| 日本全國 | KIDS STATION | 2005年4月11日 – 07月4日 | 星期一 24時00分 - 24時30分 |
| 青森縣   | 青森放送     | 2005年4月11日 – 07月4日 | 星期一25時50分 - 26時20分  |
| 千葉縣   | 千葉電視台   | 2005年4月12日 – 07月5日 | 星期二 25時30分 - 26時00分 |

## 遊戲
以動畫版作背景，在2005年6月23日發售的PlayStation 2戀愛冒險類遊戲。可以進行攻略的對象總共有六對雙胞胎，隨着故事進行，選擇不同的選項會導致不同的結局。

### 故事
雙葉戀太郎在二子魂川開設了偵探事務所，寄住在事務所的白鐘姊妹接受了尋找「白冰學園」失蹤學生的委託，發現正在準備的博覽會背後竟然存在重大的陰謀……

### 製作人員
- 劇本：岩井七生、春日森feat.R、枯草純、神無月如月、後藤陽一、逆神喧云
- 原畫：内山紳介
- 音樂：淺乃一

### 主題曲
- 片頭曲

作詞：畑亜貴、作曲：橋本由香利、歌：伊月唯、綱掛裕美、堀江由衣、小清水亞美、水橋香織、門脇舞、長谷川靜香、落合祐里香、吉住梢、桑谷夏子、高橋智秋、三五美奈子
- 片尾曲

作詞：畑亜貴、作曲：橋本由香利、歌：水橋香織、門脇舞

## 小說
作者：工藤治、插畫：ufotable、出版社：MediaWorks、出版日期：2005年7月、ISBN 978-4-840-23119-0
目前未有中文代理。

作者：金月龍之介、插畫：ufotable、出版社：MediaWorks、出版日期：2006年7月29日、ISBN 978-4-840-23544-0
目前未有中文代理。

## 漫畫
由、佐佐木睦美負責執筆；負責插圖的漫畫（ISBN 978-4-840-23420-7）於2006年3月27日由MediaWorks出版。台灣中文版由尖端出版社代理。

## 參註
1. ↑  . Amazon.co.jp.   [2013年11月7日] （日语）.
2. ↑  . Amazon.co.jp.   [2013年11月7日] （日语）.
3. ↑  文化庁メディア芸術祭実行委員(2005), 審査委員会推薦作品 : アニメーション部門 | 平成17年度(第9回)文化庁メディア芸術祭 的存檔，存档日期2010-02-07.
4. ↑  .   [2011-05-27]. （原始内容存档于2009-06-21）.
5. ↑   [Home Game Development Record]. Vridge.   [2012年4月20日]. （原始内容存档于2013年7月9日） （日语）.
6. ↑  Gantayat, Anoop. . IGN. 2005年4月26日  [2013年4月28日]. （原始内容存档于2021年1月27日） （英语）.
7. ↑  . Gpara.com. 2005年6月17日  [2013年4月28日]. （原始内容存档于2008年8月30日） （日语）.
8. ↑  . Amazon.co.jp.   [2013年9月22日] （日语）.

## 外部連結
- （日語） 公式サイト（メディアワークス）
- （日語） フタコイ オルタナティブ（スターチャイルド） （页面存档备份，存于）
- （日語） フタコイ オルタナティブ (TOKYO MX) （页面存档备份，存于）
- （日語） フタコイ オルタナティブ 恋と少女とマシンガン （页面存档备份，存于）—遊戲官方網站